# Эспарса, Марлен
Марлен Эспарса (англ. Marlen Esparza; род. 29 июля 1989, Хьюстон, Техас, США) — американская спортсменка, боксёр. Бронзовый призёр Олимпийских игр 2012 в лёгком весе, победительница и двукратный призёр чемпионатов мира по боксу, восьмикратная чемпионка США среди женщин в любителях. Среди профессионалов претендент на титул «временной» чемпионки мира по версии WBA (2019).

## Биография
Марлен Эспарса родилась 29 июля 1989 года в Хьюстоне. Боксом решила заняться после того, как увидела тренировки своего брата, и уже к 17 годам заработала право выступить на чемпионате мира в Нью-Дели, где она завоевала бронзовую награду.
В 2011 году Марлен Эспарса стала главной героиней документального фильма CNN «In Her Corner: Latino in America 2».
Уступив в четвертьфинале чемпионата мира 2012 по боксу среди женщин китаянке Жэнь Цаньцань, Марлен Эспарса всё же получила путёвку на Олимпийские игры 2012 в Лондон, став первой американкой, представляющей свою страну в женском олимпийском боксёрском турнире. В полуфинале Олимпиады в весе до 51 кг она вновь уступила Жэнь Цаньцань, получив в итоге бронзовую медаль.
На чемпионате мира 2014 года в Чеджу Эспарса оказалась сильнейшей в своей весовой категории и впервые в своей карьере стала чемпионкой мира. После перехода в более лёгкую категорию в 2016 году она завоевала «бронзу» на чемпионате мира в Астане в сверхлёгком весе (до 48 кг).
С 2010 по 2014 годы пять раз подряд признавалась Бойцом года Хьюстона. В декабре 2016 года подписала контракт с «Golden Boy Promotions», американская промоутерской компанией, занимающейся организацией проведения профессиональных боксёрских поединков. 23 марта состоялся её дебют в профессиональном женском боксе: в первом поединке она одолела соотечественницу Рейчел Сазофф.

## Таблица профессиональных поединков
В таблице перечислены результаты всех поединков боксёров.
В каждой строке указан результат поединка. Дополнительно номер поединка обозначен цветом, который обозначает итог поединка. Расшифровка обозначений и цветов представлена в нижеследующей таблице.
| Пример | Расшифровка                     |
| ------ | ------------------------------- |
|        | Победа                          |
|        | Ничья                           |
|        | Поражение                       |
|        | Планируемый поединок            |
|        | Поединок признан несостоявшимся |
| КО     | Нокаут                          |
| ТКО    | Технический нокаут              |
| PTS    | Решение судей (по очкам)        |
| UD     | Единогласное решение судей      |
| MD     | Решение большинства судей       |
| SD     | Раздельное решение судей        |
| RTD    | Отказ от продолжения боя        |
| DQ     | Дисквалификация                 |
| NC     | Поединок признан несостоявшимся |

| 8 поединков, 7 побед (1 нокаут), 1 поражение | 8 поединков, 7 побед (1 нокаут), 1 поражение | 8 поединков, 7 побед (1 нокаут), 1 поражение | 8 поединков, 7 побед (1 нокаут), 1 поражение | 8 поединков, 7 побед (1 нокаут), 1 поражение                 | 8 поединков, 7 побед (1 нокаут), 1 поражение | 8 поединков, 7 побед (1 нокаут), 1 поражение | 8 поединков, 7 побед (1 нокаут), 1 поражение |
| Бой                                          | Рекорд                                       | Дата боя                                     | Соперник                                     | Место проведения боя                                         | Результат                                    | Раундов, время                               | Дополнительно |
| -------------------------------------------- | -------------------------------------------- | -------------------------------------------- | -------------------------------------------- | ------------------------------------------------------------ | -------------------------------------------- | -------------------------------------------- | --- |
| 8                                            | 7-1                                          | 2 ноября 2019                                | Сеньеса Эстрада (17-0)                       | MGM Grand Garden Arena, Лас-Вегас, Невада, США               | TD9                                          | 10                                           | Бой за титул "временной" чемпионки мира по версии WBA в наилегчайшем весе. Бой был остановлен после 9-го раунда, потому что Эспарса получила сильное рассечение от случайного столкновения головами. Счёт после остановки боя: 83-88, 82-89, 81-90. |
| 7                                            | 7-0                                          | 18 июля 2019                                 | Соня Осорио (13-6-1)                         | Fantasy Springs Casino, Индио, Калифорния, США               | UD                                           | 8                                            | Счёт: 79-73, 79-73, 78-74. |
| 6                                            | 6-0                                          | 25 апреля 2019                               | Хосеп Вискайно (9-8)                         | Fantasy Springs Casino, Индио, Калифорния, США               | UD                                           | 8                                            | Счёт: 80-72, 80-72, 80-72. |
| 5                                            | 5-0                                          | 6 апреля 2018                                | Летиция Кампана (2-4)                        | Belasco Theater, Лос-Анджелес, Калифорния, США               | KO3                                          | 8                                            | |
| 4                                            | 4-0                                          | 14 декабря 2017                              | Карла Валенсуэла (3-16-3)                    | Fantasy Springs Resort Casino, Палм-Спрингс, Калифорния, США | UD                                           | 6                                            | Счёт: 60-54, 60-54, 60-54. |
| 3                                            | 3-0                                          | 16 сентября 2017                             | Арасели Паласиос (8-7)                       | Ти-Мобайл Арена, Парадайс, Невада, США                       | UD                                           | 6                                            | Счёт: 60-54, 60-54, 60-54. |
| 2                                            | 2-0                                          | 6 мая 2017                                   | Саманта Салазар (2-3-1)                      | Ти-Мобайл Арена, Парадайс, Невада, США                       | UD                                           | 4                                            | Счёт: 40-36, 40-36, 40-36. |
| 1                                            | 1-0                                          | 23 марта 2017                                | Рейчел Сазофф (0-2)                          | Fantasy Springs Resort Casino, Палм-Спрингс, Калифорния, США | UD                                           | 4                                            | Профессиональный дебют. Счёт: 40-36, 40-36, 40-36. |